# Jeffrey Tambor
Jeffrey Michael Tambor (ur. 8 lipca 1944 w San Francisco w Kalifornii) – amerykański aktor telewizyjny, filmowy i teatralny, reżyser i nauczyciel Milton Katselas' Beverly Hills Playhouse. W latach 1993–2005 pięciokrotnie nominowany do nagrody Emmy, laureat Złotego Globu za rolę w serialu Transrodzic (2014–2018).

## Życiorys

### Wczesne lata
Urodził się w San Francisco w Kalifornii w konserwatywnej rodzinie żydowskiej, pochodzącej z Węgier i Ukrainy jako syn Eileen (z domu Salzberg) i Bernarda Tambora, wykonawcy podłóg. Jeszcze przed okresem dojrzewania zaczął brać lekcje aktorstwa. Po ukończeniu Abraham Lincoln High School w San Francisco, gdzie w 1965 studiował aktorstwo na Uniwersytecie Stanowym i w 1969 uzyskał tytuł magistra na Wayne State University. Zrezygnował jednak w 1970 z doktoratu na Wayne State University, bo w tym czasie podjął się reżyserii przedstawienia Ryszard II z Richardem Chamberlainem w Seattle Repertory Theater w Seattle.

### Kariera
W 1972 po raz pierwszy wystąpił na ekranie jako Sully Tambor w hiszpańskim dramacie kryminalnym Zabójca lata (The Summertime Killer/Target Removed) z Karlem Maldenem, Claudine Auger i Olivią Hussey. W 1976 debiutował na Broadwayu w komedii Larry’ego Gelbarta Sly Fox u boku George’a C Scotta. W połowie lat 70. pojawiał się na szklanym ekranie w rolach epizodycznych złoczyńców, zręcznych urzędników i prawników w serialach takich jak Kojak (1977) jako lekarz sądowy czy Starsky i Hutch (1978).
Jego hollywoodzkim debiutem filmowym była rola Jaya Portera w dramacie sądowym Normana Jewisona ...i sprawiedliwość dla wszystkich (1979), gdzie grał z Alem Pacino. Od tego czasu był obsadzany w wielu filmach, w tym w Sułtani westernu (1991), Dr Dolittle (1998), Muppety z kosmosu (1999), Grinch: Świąt nie będzie (2000), gdzie prawie gubi się pod fałszywym nosem i grubą warstwą makijażu w roli „pana burmistrza” majora Augustusa Maywho, Hellboy (2004), Kac Vegas (2009) i Pan Popper i jego pingwiny (2011).
Wystąpił też w teledysku Raya Parkera Jr. „Ghostbusters” (1984) w reżyserii Ivana Reitmana, a także jako hiperkrytyczny i nieszczęśliwy reżyser teatralny, producent nagrań w wideoklipie Phila Collinsa „I Wish It Would Rain Down” (1989).
Światową popularność zdobył dzięki roli Hanka Kingsleya w serialu HBO The Larry Sanders Show (1992–1998), za który był cztery razy nominowany do nagrody Emmy (1993, 1996–1998). Stał się również znany z roli George’a Bluntha Sr. / Oscara Blutha z sitcomu Fox/Netflix Bogaci bankruci (2003–2006, 2013, 2018), za który zdobył dwie nominacje do nagrody Emmy (2004–2005) i został uhonorowany nagrodą Satelity (2004). Jako Maura Pfefferman w serialu Transrodzic (2014–2017) otrzymał dwie nagrody Emmy i Złoty Glob.

## Życie prywatne
Jest wyznawcą scjentologii. Ma córkę Molly (ur. 5 lipca 1975), która ma syna, Masona Jaya Moore’a. 9 marca 1991 poślubił Katie Mitchell, lecz w 2000 rozwiedli się. 6 października 2001 ożenił się z Kasią Ostlun, z którą ma czworo dzieci: syna Gabriela Kaspera (ur. 10 grudnia 2004) i córkę Eve Julię (ur. 10 grudnia 2006) oraz dwóch bliźniaków – Hugo Bernarda i Eli Nicholasa (ur. 4 października 2009).

## Filmografia

### Filmy
- 1979: ...i sprawiedliwość dla wszystkich (…And Justice for All) – Jay Porter
- 1980: Alcatraz: The Whole Shocking Story – Dankworth
- 1981: A Gun in the House – Lance Kessler
- 1981: The Star Maker – Harry Lanson
- 1981: Saturday the 14th – Waldemar
- 1981: Pals – Harry Miller
- 1982: Najlepszy strzał (Take Your Best Shot) – Alden Pepper
- 1983: Pan mamuśka (Mr. Mom) – Jinx
- 1983: The Man Who Wasn’t There – Boris Potemkin
- 1983: Cocaine: One Man’s Seduction – Mort Broome
- 1983: Sadat – Sharaff
- 1984: Wielkie uczucie (No Small Affair) – Ken
- 1985: Pustynia serca – Jerry
- 1987: Punktualnie o trzeciej (Three O’Clock High) – pan Rice
- 1989: Brenda Starr – Vladimir
- 1989: Lisa – pan Marks
- 1991: Smród życia (Life Stinks) – Vance Crasswell
- 1991: Pastime – Peter LaPorte
- 1991: Złoto dla naiwnych (City Slickers) – Lou
- 1992: Artykuł 99 (Article 99) – dr Leo Krutz
- 1992: Dowód winy (The Burden of Proof) – Sennett
- 1992: 1776 – gubernator
- 1993: Zwariowana rodzinka (The Webbers) – Gerald Webber
- 1993: Living and Working in Space: The Countdown Has Begun – dr Stockton
- 1993: Dom na wzgórzach (A House in the Hills) – Willie
- 1994: Zdążyć przed północą - Gra pozorów (Another Midnight Run) – Bernie Abbot
- 1994: Zabójcze radio (Radioland Murders) – Walt Whalen Jr.
- 1995: Waga ciężka (Heavy Weights) – Maury Garner
- 1995: My Teacher’s Wife – Jack Boomer
- 1995: Jonny Quest vs. the Cyber Insects – dr Zin (głos)
- 1996: Człowiek, który pojmał Eichmanna (The Man Who Captured Eichmann) – Isser Harel
- 1996: Zgrywus (Big Bully) – Art
- 1997: Wojna mediów (Weapons of Mass Distraction) – Alan Blanchard
- 1998: Joe Black (Meet Joe Black) – Quince
- 1998: Dr Dolittle (Doctor Dolittle) – dr Fish
- 1998: Sposób na blondynkę (There’s Something About Mary) – Sully
- 1998: The Lionhearts – Hank (głos)
- 1999: Jak wykończyć panią T.? (Teaching Mrs. Tingle) – trener
- 1999: Przerwana lekcja muzyki (Girl, Interrupted) – dr Melvin Potts
- 1999: Muppety z kosmosu (Muppets from Space) – K. Edgar „Ed” Singer
- 2000: Grinch: Świąt nie będzie (How the Grinch Stole Christmas) – burmistrz Whoville
- 2000: Pollock – Clement Greenberg
- 2001: Nigdy więcej (Never Again) – Christopher
- 2001: Jakoś to będzie (Get Well Soon)
- 2003: Córka mojego szefa (My Boss’s Daughter) – Ken
- 2003: Eloise z hotelu Plaza (Eloise at the Plaza) – pan Salomone
- 2003: Kasjerzy czy kasiarze? (Scorched) – pracodawca
- 2003: Pod słońcem Toskanii (Under the Tuscan Sun) – prawnik
- 2003: Raperzy z Malibu (Malibu’s Most Wanted) – dr Feldman
- 2004: Hellboy – Tom Manning
- 2004: Eurotrip – ojciec Scotta
- 2004: Kudłaty przyjaciel (Funky Monkey)
- 2004: Nobody’s Perfect
- 2004: SpongeBob Kanciastoporty (The SpongeBob SquarePants Movie) – Neptun (głos)
- 2005: Muppety w krainie Oz (The Muppets' Wizard of Oz) – Czarodziej
- 2007: Slipstream
- 2007: The Chubbchubbs Save Xmas – Święty Mikołaj
- 2007: My Friends Tigger & Pooh: Super Sleuth Christmas Movie – Święty Mikołaj (głos)
- 2008: Hellboy: Złota armia (Hellboy II: The Golden Army) – Tom Manning
- 2008: Superhero (Superhero Movie) – dr Whitby
- 2009: The Invention of Lying – Anthony
- 2009: Kac Vegas (The Hangover) – Sid Garner
- 2009: Potwory kontra Obcy (Monsters vs. Aliens) – Carl Murphy (głos)
- 2011: Kac Vegas w Bangkoku – Sid Garner
- 2013: Kac Vegas III – Sid
- 2015: The D Train – Bill Shurmur
- 2016: Księgowy – Francis Silverberg
- 2017: 55 Steps – Mort Cohen
- 2017: Śmierć Stalina (Death of Stalin) – Gieorgij Malenkow

### Wybrane seriale
- 1977: Kojak – inspektor medyczny (1 odcinek)
- 1978: Starsky i Hutch (Starsky & Hutch) – Randolph (1 odcinek)
- 1979–1980: The Ropers – Jeffrey P. Brookes III (28 odcinków)
- 1979–1982: Three’s Company – Jeffrey Brookes (4 odcinki)
- 1981–1983: Statek miłości (The Love Boat) – Lawrence (2 odcinki)
- 1981–1987: Posterunek przy Hill Street (Hill Street Blues) – sędzia Alan Wachtel (19 odcinków)
- 1982: 9 to 5 – Franklin Hart (4 odcinki)
- 1982: M*A*S*H – major Reddish (1 odcinek)
- 1985–1986: Strefa mroku (The Twilight Zone) – Stephen Montgomery, Milton (2 odcinki)
- 1986: Mr. Sunshine – profesor Paul Stark (11 odcinków)
- 1987–1988: Max Headroom – Murray (14 odcinków)
- 1988: Prawnicy z Miasta Aniołów (L.A. Law) – Gordon Salt (3 odcinki)
- 1988–1991: Złotka (The Golden Girls) – dr Stevens (2 odcinki)
- 1989: Doogie Howser, lekarz medycyny (Doogie Howser, M.D.) – członek zarządu szpitala (1 odcinek)
- 1990: Opowieści z krypty (Tales from the Crypt) – Charlie Marno (1 odcinek)
- 1990: Who’s the Boss? – Fred, Ed Hartwell (1 odcinek)
- 1990–1991: American Dreamer – Joe Baines (17 odcinków)
- 1992–1998: The Larry Sanders Show – Hank Kingsley (89 odcinków)
- 1999: Tracey bierze na tapetę... (Tracey Takes On...) – gangster (1 odcinek)
- 1999: Względne życie (Everything's Relative) – Jake Gorelick (4 odcinki)
- 2001: Kancelaria adwokacka (The Practice) – Sid Herman (2 odcinki)
- 2002: Ozzy & Drix – Mole (2 odcinki)
- 2002: 3-South – Dean Earhart (głos, 2 odcinki)
- 2002: That Was Then – Gary Glass (3 odcinki)
- 2003–2006, 2013, 2018–2019: Bogaci bankruci (Arrested Development) – George Bluth, Oscar Bluth
- 2006–2008: Twenty Good Years – Jeffrey (13 odcinków)
- 2007–2009: WordGirl – Mr. Big (4 odcinki)
- 2008: CSI: Kryminalne zagadki Las Vegas (CSI: Crime Scene Investigation) – Jerzy Skaggs (1 odcinek)
- 2008: Welcome to the Captain – wujek Saul (5 odcinków)
- 2010–2011, 2017: Archer – Len Drexler / Len Trexler / Torvald Utne (głos, 11 odc.)
- 2013–2014: Żona idealna – George Kluger (4 odc.)
- 2013–2014: Prawo i porządek: sekcja specjalna – Ben Cohen / Lester Cohen (4 odcinki)
- 2014–2017: Transrodzic (Transparent) jako Maura Pfefferman (gł. rola)